# Mistrzostwa Świata Kobiet w Wędkarstwie Spławikowym (2022)
28. Mistrzostwa Świata w Wędkarstwie Spławikowym Kobiet – mistrzostwa świata w wędkarstwie spławikowym kobiet, które odbyły się w dniach 20-21 sierpnia 2022 w Gravelines we Francji, na rzece Aa (Departament Nord).
Łowisko na rzece Aa było bardzo ubogie w ryby. Dominowały w nim niedużych rozmiarów krąpie, leszcze, płocie i ukleje, a miejscami występowały tylko jazgarze. 
Indywidualnie zwyciężyła Anja Groot ( Holandia) – po raz czwarty.
Wyniki zespołowe:
- 1. miejsce:  Francja,
- 2. miejsce:  Węgry,
- 3. miejsce:  Polska[1].